# El vuelo (película)
El vuelo (Flight, título original en inglés) es una película estadounidense de acción y drama, estrenada en 2012, dirigida por Robert Zemeckis sobre un guion original de John Gatins y protagonizada por Denzel Washington. Es, desde Náufrago, la primera película de acción en directo en doce años dirigida por Zemeckis.

## Argumento
El 14 de octubre de 2011, el capitán de aerolínea William Whip Whitaker (Denzel Washington) no solo consume drogas de forma recreativa en su habitación de un hotel en Orlando con la sobrecargo Katerina Katrina Márquez (Nadine Velazquez), sino que también arrastra un historial de alcoholismo severo. Después de una noche de sexo, alcohol y dormir muy poco, Whip inhala cocaína para "recomponerse"  antes de pilotar un McDonnell Douglas MD-90 cuyo vuelo charter es el 227 de SouthJet con destino a Atlanta. Al momento de ingresar a cabina, su copiloto Evans nota que su capitán no está enfocado situacionalmente en el procedimiento, viola constantemente el procedimiento de cabina estéril al momento de despegar y se preocupa.
Después de un agitado despegue con fuerte turbulencia, Whip acelera a toda potencia el avión para sobrepasar la tormenta lo antes posible, 
el copiloto Ken Evans (Brian Geraghty) pilota el avión mientras Whip discretamente mezcla vodka en su jugo de naranja y duerme una siesta. 
Whip se despierta por una sacudida justo antes del descenso final y la aeronave entra en picado como resultado de un fallo catastrófico en el estabilizador horizontal de la cola del avión, perdiendo además ambos motores en el descenso. Whip decide en pleno picado invertir el avión para evitar entrar en pérdida, con lo que gana tiempo y logra evitar caer en picado; instantes después divisa un claro donde aterrizar y regresa el avión a su posición normal justo antes de un aterrizaje forzoso en un campo junto a una iglesia. Whip pierde el conocimiento poco después del impacto contra el suelo.
Whip se despierta en un hospital de Atlanta con heridas leves. Es recibido por su viejo amigo Charlie Anderson (Bruce Greenwood), quien representa al sindicato de pilotos. Él le habla a Whip de su hazaña: salvó a 96 de 102 personas a bordo. Un representante de la Junta Nacional de Seguridad del Transporte, NTSB por sus siglas en inglés, le informa que Katerina estaba entre los muertos y que el copiloto Evans está en un coma inducido. Asimismo Whip sabe que logró aterrizar un avión condenado salvando a 102 pasajeros y con solo 6 fallecidos y que su maniobra es única e irrepetible en la historia de la aviación.
Durante el día Whip recibe la visita de su amigo Harling Mays (John Goodman), que además es traficante de drogas, quien le entrega cigarrillos. Whip le pide que vaya a su departamento por sus cosas y que, a la mañana siguiente, lo pase a buscar para irse del hospital. Esa noche sale furtivamente a fumar un cigarrillo en una escalera del hospital y conoce a Nicole Maggen (Kelly Reilly), una fotógrafa y masajista que se recupera de una sobredosis, y se compromete a visitarla cuando le den de alta. Por la mañana Harling lo busca, le entrega sus cosas y se marchan del hospital, mientras Whip evita a los medios de comunicación que esperaban entrevistarle en el hospital. Conducen hasta la granja de su difunto padre, para esconderse allí, solo y rodeado de alcohol.
Más adelante el abogado del sindicato de pilotos, Hugh Lang (Don Cheadle), le explica que la NTSB realizó un examen toxicológico en el hospital mientras estaba inconsciente, mostrando que Whip estaba intoxicado durante el vuelo. La prueba podría enviar a Whip a prisión de por vida por uso de alcohol, drogas y homicidio involuntario. Lang se compromete a obtener el informe de toxicología y anularlo con tecnicismos, pero Whip, enojado, se va y busca a Nicole, no sin antes beber alcohol en exceso. Él la encuentra cuando la están desalojando de su apartamento por falta de pago del alquiler; le paga al arrendador 400 dólares y la lleva a su granja.
Nicole y Whip comienzan una relación romántica, pero Nicole está tratando de mantenerse sobria mientras que Whip sigue bebiendo y ella se va pronto después de una discusión. Los medios de comunicación tratan de descubrir su granja, por lo que él conduce intoxicado a visitar a su exesposa y su hijo adolescente. Ellos le piden que se vaya y llaman a la policía antes de que comience un conflicto doméstico. El abogado, también, le dice que su situación con el alcohol le dificulta su estrategia de defensa en la audiencia que se avecina por el accidente. Whip le pide a Charlie quedarse en su casa y promete no beber antes de la audiencia final con la NTSB.
La noche antes de la audiencia, Charlie y Hugh llevan a Whip a una habitación de hotel, vigilado para asegurarse que no se intoxique de nuevo. Su minibar solo contiene bebidas analcohólicas, pero Whip se percata de que una puerta mal cerrada comunica con la habitación contigua y encuentra un minibar lleno de envases de alcohol. A la mañana siguiente, Charlie y Hugh llaman a Whip pero no responde; abren su habitación y lo encuentran desmayado de borracho y golpeado. Whip logra decirles que llamen a Harling, quien acude prontamente y le da la cocaína para que reaccione. Whip se recupera, se coloca unas gafas negras para ocultar un golpe en la cara ocurrido en su borrachera nocturna, y sus colegas lo llevan a la audiencia con la comisión investigadora del accidente aéreo.
En la audiencia, la investigadora jefe de la NTSB Ellen Block (Melissa Leo) revela la causa del accidente: el primer plano de un tornillo del estabilizador horizontal de la cola de la aeronave estaba dañado y mal lubricado, y debió de ser reemplazado hacía tiempo. Elogia a Whip por su maniobra. Cuando parece que Whip escapará sin culpa, Block le señala que dos botellas de vodka vacías fueron encontradas en los contenedores de basura del avión (Whip sabe que eran suyas). Block le señala que solo la tripulación tenía acceso al alcohol y que el examen toxicológico de Katerina mostró alcohol en sangre (el de Whip fue invalidado por tecnicismos). Block le pregunta al capitán Whip Whitaker si cree que Katerina pudo haber estado bebiendo durante su trabajo. Negándose a manchar el buen nombre de Katerina y la acción heroica de salvar la vida de un niño durante el percance, Whip no puede más con la culpa y admite no solo que él estaba volando ebrio, sino también que está borracho durante la audiencia, lo que causa un gran revuelo entre los asistentes.
Trece meses más tarde, encarcelado, condenado a un mínimo de cinco años de prisión, Whip le dice a un grupo de apoyo de la prisión que está contento de estar sobrio y no que se arrepiente de hacer lo correcto, porque finalmente se siente "libre". En su celda Whip tiene fotos de Nicole, su hijo y amigos, junto con tarjetas de felicitación por un año de sobriedad.
En la escena final, el hijo de Whip le visita en la cárcel. El joven le entrevista para un ensayo de la universidad como "la persona más fascinante que nunca he conocido" ('the most fascinating person I've never met'). Su hijo comienza preguntándole: "¿Quién eres?", a lo que Whip contesta: "Esa es una buena pregunta".

## Reparto
- Denzel Washington como el capitán William "Whip" Whitaker.
- Don Cheadle como Hugh Lang.
- Kelly Reilly como Nicole Maggen.
- Tamara Tunie como la sobrecargo Margaret Thomason.
- John Goodman como Harling Mays.
- Melissa Leo como Ellen Block.
- Nadine Velazquez como la sobrecargo Katerina "Trina" Márquez.
- Bruce Greenwood como Charlie Anderson.
- Brian Geraghty como el copiloto Ken Evans.

## Producción
El guionista del filme John Gatins explicó en una entrevista de 2012 con el diario Los Angeles Times que la dramática caída fue inspirada en el accidente del 31 de enero de 2000 del vuelo 261 de Alaska Airlines, que fue causado por la rotura de un tornillo del estabilizador horizontal de la cola de un MD-83 y en el que brevemente los pilotos intentaron recuperarse de la pérdida de sustentación volando al revés. El accidente no tuvo ningún sobreviviente.

## Recepción de la crítica
El sitio web especializado Rotten Tomatoes le otorgó a la película un 78% de aprobación, sobre 212 comentarios.
En el sitio web Metacritic su aceptación llega al 76 sobre 100, con base en 40 comentarios.
Roger Ebert, del Chicago Sun Times, considerándola una de las mejores películas del año 2012, expresó: "Pocas veces el personaje de una película ha hecho un viaje tan angustiosamente personal como este, manteniendo tu simpatía por él durante todo el trayecto".
Michael Phillips, del Chicago Tribune, opinó que "Flight es emocionante, y realmente fenomenal, porque además de que nos mantiene enganchados con sus técnicas narrativas, no nos dice qué pensar ni cómo juzgar a su imprudente pero carismático protagonista".
Todd McCarthy, de The Hollywood Reporter, dijo que Flight es "un absorbente drama que le proporciona a Denzel Washington uno de sus papeles más carnosos y complejos de su carrera, y la película vuela con él", a la vez que Peter Travers, de Rolling Stone, alabó la interpretación de Washington: "Una interpretación profundamente veraz, detallada y honda de la que se hablará durante años".

## Premios y nominaciones
Premios Óscar
| Año  | Categoría            | Persona           | Resultado |
| ---- | -------------------- | ----------------- | --------- |
| 2012 | Mejor actor          | Denzel Washington | Nominado  |
| 2012 | Mejor guion original | John Gatins       | Nominado  |

Globos de Oro
| Año  | Categoría           | Persona           | Resultado |
| ---- | ------------------- | ----------------- | --------- |
| 2012 | Mejor actor - drama | Denzel Washington | Nominado  |

Premio del Sindicato de Actores
| Año  | Categoría   | Persona           | Resultado |
| ---- | ----------- | ----------------- | --------- |
| 2012 | Mejor actor | Denzel Washington | Nominado  |